# Rode Terreur (Rusland)
Met de Rode Terreur (Russisch: красный террор, krasniij terror) bedoelt men de moorden, marteling en onderdrukking van burgers en (krijgs)gevangenen door de bolsjewistische communisten tijdens de Russische Revolutie en de Russische Burgeroorlog. Schattingen van het aantal dodelijke slachtoffers door de Rode Terreur reiken van 50.000 tot anderhalf miljoen. De Witten deden soortgelijke handelingen, wat bekend staat als de Russische Witte Terreur.

## Periode voor september 1918

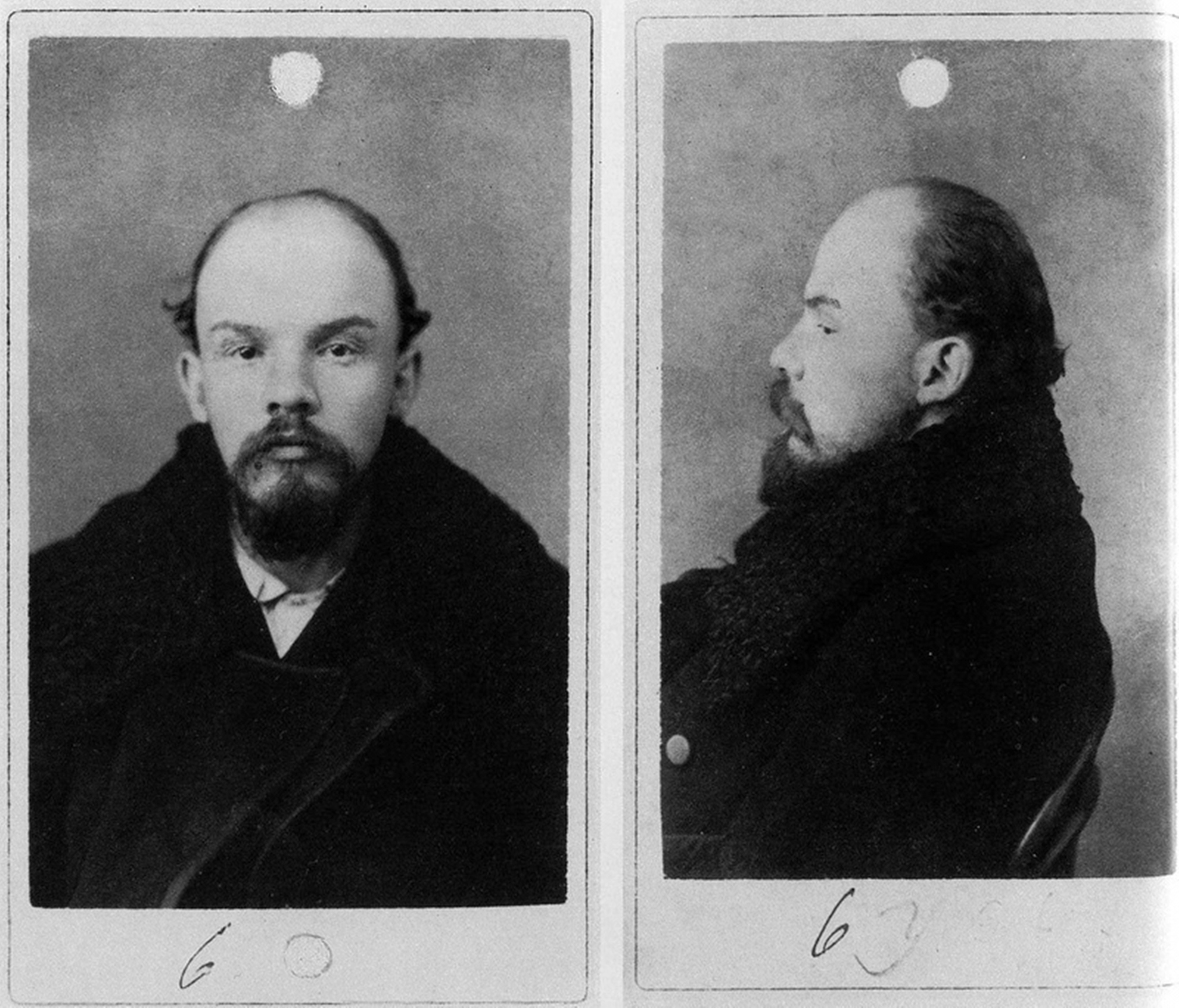
Vladimir Lenin

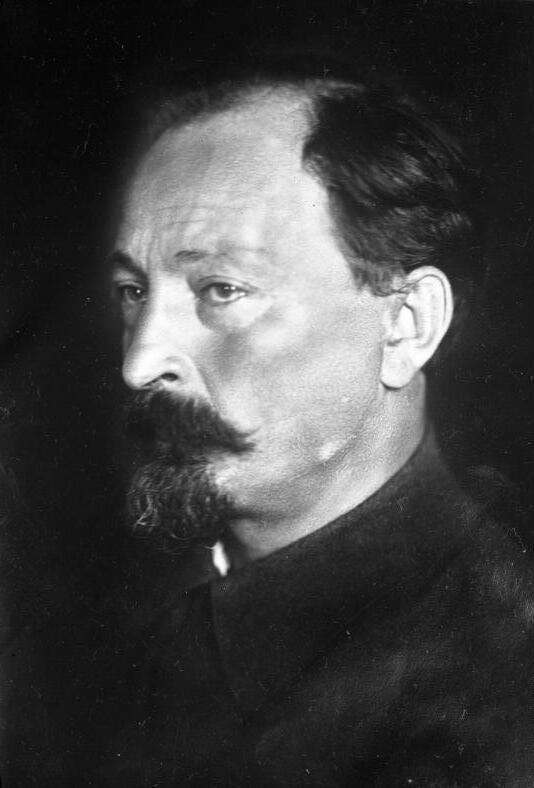
Feliks Dzerzjinski

Direct na de Oktoberrevolutie was Vladimir Lenin van mening dat er geweld gebruikt moest worden tegen de tegenstanders van de bolsjewieken. Op 26 oktober 1917 stelde Lev Kamenev voor om de doodstraf af te schaffen. Lenin zou volgens Leon Trotski hebben gezegd:

Wat een onzin! Hoe kun je nu een revolutie voltooien zonder executiepelotons? Hoe moet je je dan van je vijanden ontdoen? Door je te ontwapenen? Wat voor andere repressiemiddelen zijn er nu helemaal? Gevangenissen? Wat heb je daar nu aan tijdens een burgeroorlog?

In december 1917 publiceerde Lenin het artikel “Hoe concurrentie te organiseren?” waarin stond:

In de ene plaats zullen de rijken, de schurken, de arbeiders die niet willen werken, in de cel belanden. (…) In een andere plaats zullen ze gedwongen worden de latrines schoon te maken. Weer ergens anders zullen ze na hun gevangenisstraf een geel merkteken krijgen, zodat iedereen weet dat ze schadelijk zijn en hen in de gaten kan houden. Nog ergens anders kan één op de tien leeglopers worden neergeschoten.

Op 7 december werd de Tsjeka opgericht met Feliks Dzerzjinski als leider die bij de oprichting zei:

Denk nu niet dat ik daarmee uit ben op revolutionaire rechtvaardigheid. We hebben nu geen behoefte aan rechtvaardigheid.

De Voorlopige Regering had de verkiezingen van de Russische Grondwetgevende Vergadering gepland in november 1917. Tegen de wil van Lenin besloot de communistische regering om de verkiezingen door te laten gaan. De bolsjewieken kregen 24% van de stemmen. De liberale Constitutioneel-Democratische Partij werd verboden. Tientallen liberalen werden gearresteerd inclusief gekozen parlementariërs. Kort daarna werden ook leiders van de sociaal-revolutionairen en mensjewieken gearresteerd. Later werden leden van de Boerensovjet in de gevangenis gegooid. Dit leidde tot een tekort aan cellen en daarom lieten de bolsjewieken dieven vrij. Op 5 januari 1918 (oude stijl) werd de Grondwetgevende Vergadering geopend. Naar schatting 50.000 demonstranten waren op het been om de Grondwetgevende Vergadering te steunen. Toen de demonstranten de Litejny Prospekt naderden werden zij beschoten door bolsjewieken vanaf de daken. Meer dan tien personen werden gedood. Het was voor het eerst sinds de Februarirevolutie dat regeringstroepen op een ongewapende menigte schoten. De Grondwetgevende Vergadering werd de volgende dag opgeheven door de communisten. Twee leiders van de liberalen (Andrej Sjingarjov en Fjodor Kokosjkin) werden een dag later vermoord. Zij waren ziek geworden in de gevangenis en werden naar een ziekenhuis gebracht, waar ze werden vermoord. De bolsjewistische directeur van het ziekenhuis verdedigde de moord door te beweren dat er nu “twee bourgeoismonden minder gevoed hoefde te worden.”
Lenin publiceerde in februari 1918 het decreet Het Socialistische Vaderland is in Gevaar!, waarin stond dat vijandelijke agenten, profiteurs, plunderaars, vandalen, oproerkraaiers en spionnen ter plekke doodgeschoten moesten worden. Zonder rechtszaken en bewijsvergaring kon men worden geëxecuteerd. Er moesten bataljons georganiseerd worden van burgers om loopgraven te graven en diegenen die hiertegen verzetten moesten doodgeschoten worden. Het decreet leidde tot kritiek van coalitiepartner Linkse Sociaal-Revolutionaire Partij. Volgens de linkse sociaal-revolutionaire volkcommissaris van Justitie Isaac Steinberg ging hijzelf na het lezen van het decreet woedend naar Lenin toe. Steinberg protesteerde tegen het decreet en zei tegen Lenin:

Waar zouden we dan nog een commissariaat van Justitie voor nodig hebben? Laten we het dan gewoon eerlijk het “commissariaat van Sociale Uitroeiing” noemen en er verder geen woorden meer aan vuil maken!

Volgens Steinberg antwoordde Lenin:

Ja, dat is eigenlijk precies wat we zouden moeten doen – alleen kunnen we daar niet voor uitkomen.

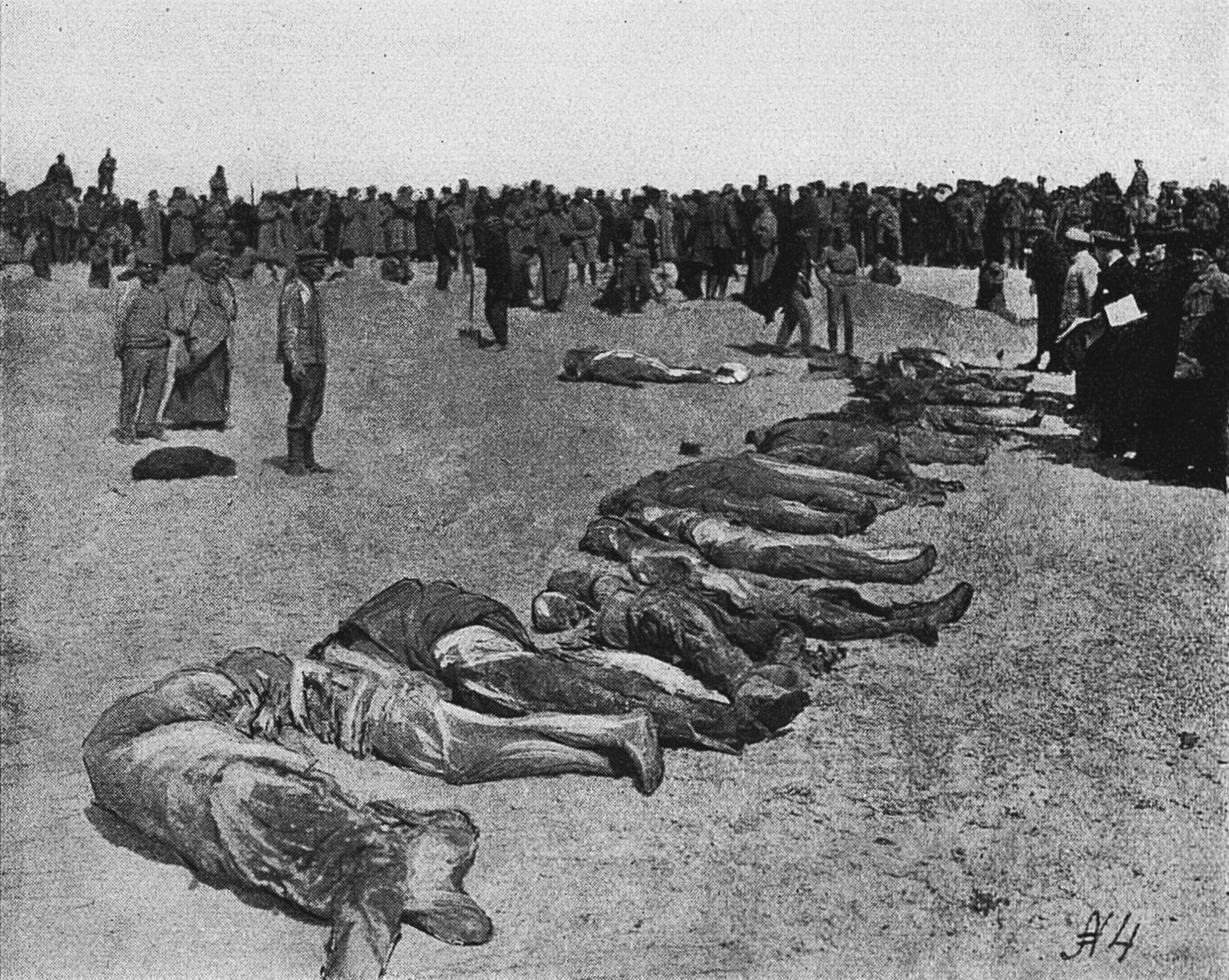
Slachtoffers van de Rode Terreur uit Jevpatoria in 1918.

Lenin introduceerde de leuze “Plunder de Plunderaars” waarin de bevolking werd opgeroepen om de “bourgeoisie” aan te vallen en te bestelen. In Taganrog werden vijftig liberalen levend in een staaloven gegooid. In Jevpatorija kregen matrozen van de bolsjewistische autoriteiten de vrije hand met plunderingen. In drie dagen werden ongeveer 800 mensen vermoord. Ook in Jalta, Feodosija en Sebastopol waren in maart en april 1918 zulke vormen van geweld en plunderingen. De monniken van Olonets werden gearresteerd en later geëxecuteerd door de Tsjeka. De bolsjewieken hieven een aparte belasting op rijke burgers en er werden gijzelaars genomen als er niet betaald werd. Omdat steeds meer voormalige rijken geen geld meer hadden werden gijzelaars steeds vaker geëxecuteerd. Mensen beschuldigden anderen voor hun eigen gewin. Zo werden veel mensen die geld hadden uitgeleend aan anderen door de leners beschuldigd zodat die van hun schulden af zouden zijn. Zo klaagde het departement van Justitie van Penza dat de gevangenissen “vol zitten met onschuldige mensen die zijn gearresteerd door de Tsjeka op basis van een of andere valse beschuldiging van iemand anders.”
Op 9 mei 1918 schoten troepen in Kolpino op demonstrerende arbeiders met tien doden tot gevolg. Op dezelfde dag werden bij een fabriek nabij Jekaterinenburg ongeveer vijftien mensen doodgeschoten na een demonstratie tegen machtsmisbruik van bolsjewistische functionarissen en een dag later werden veertien gearresteerde arbeiders doodgeschoten. De moorden leidden tot stakingen bij verschillende fabrieken. In het Moskouse circus was er de clown Bim-Bom, die grappen maakte over de bolsjewieken. Tijdens een voorstelling bestormden Tsjeka-agenten het circus om de clown te arresteren. De clown probeerde te vluchten en werd in de rug geschoten door de Tsjeka-agenten. Honderden mensen kwamen opdagen bij de begrafenis van de clown, die uitgroeide tot een demonstratie. Van december 1917 tot juli 1918 werden in de pers 884 vermeldingen gemaakt van executies door de communisten.
Op 17 juli 1918 werden de voormalige tsaar en zijn gezin vermoord door de communisten. De vijf kinderen van Nicolaas Romanov hadden leeftijden oplopend van 13 tot 22 jaar oud. Ook de vier bedienden van de familie werden vermoord. Alleen de executie van Nicolaas Romanov werd vermeld in bolsjewistische kranten.
In een telegram van 11 augustus 1918 aan communisten in Penza geeft Lenin persoonlijk de opdracht om niet minder dan 100 personen op te hangen. In het telegram schrijft Lenin:

Hang (en zorg ervoor dat het hangen plaatsvindt in het volle zicht van de mensen) niet minder dan honderd bekende koelakken op, rijke mannen, bloedzuigers (…) Doe het op zo’n manier dat honderden kilometers in de omtrek de mensen zien, beven, weten, roepen: ze wurgen ze, en ze zullen ze wurgen tot de dood erop volgt, die bloedzuigende koelakken.

## Officiële terreurcampagne

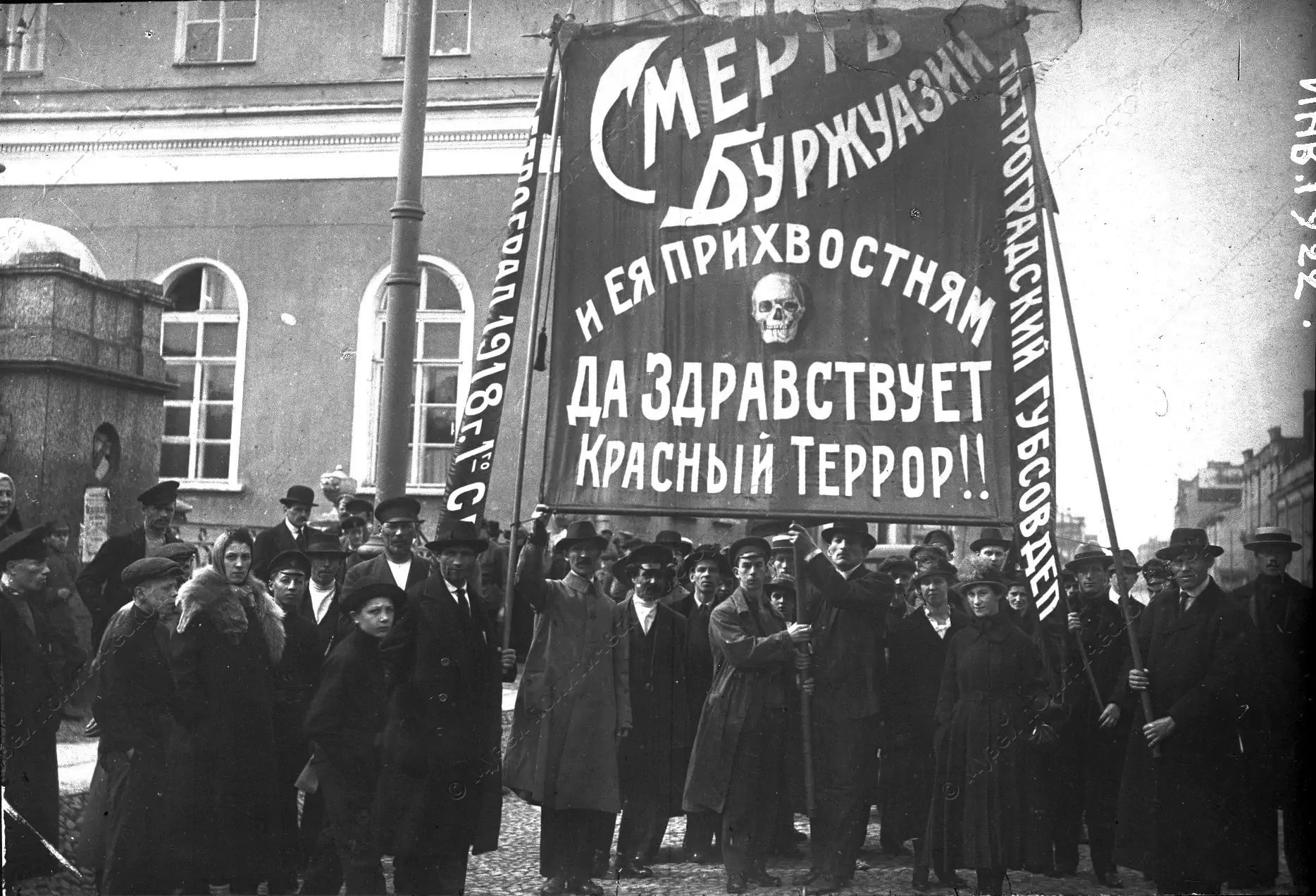
Rouwers bij het graf van Mosej Oeritski op 2 september 1918 met een banier met de leuze: “Dood aan de burgerij en haar helpers. Lang leve de Rode Terreur!!”

De officiële campagne genaamd Rode Terreur begon als een represaille voor de moord op Tsjeka-leider Mosej Oeritski op 17 augustus 1918 en de mislukte aanslag op Lenin op 30 augustus 1918 door Fanny Kaplan. De communistische regering executeerde vijfhonderd leden van de “bourgeoisie” gelijk na de aanslag op Oeritski. De Krasnaja Gazetta publiceerde op 1 september:

Genadeloos zullen we afrekenen met onze vijanden. Met honderden tegelijk zullen we ze doden. Of laten het er duizenden zijn, laten ze verdrinken in hun eigen bloed. Laten er rivieren van burgerlijk bloed vloeien in vergelding voor het bloed van Lenin en Oeritski – of nog meer bloed, zo veel mogelijk.

De eerste officiële aankondiging van de Rode Terreur werd gepubliceerd in Izvestia. Op 5 september 1918 werd het decreet Over Rode Terreur uitgegeven. De communistische regering beval om sociaal-revolutionairen te arresteren en mensen in gijzeling te nemen die zouden worden vermoord als represaille voor aanvallen op bolsjewieken. Tijdens zijn herstelperiode gaf Lenin instructies om een terreurcampagne te beginnen. De Oekraïense Tsjeka-leider Martin Latsis gaf zijn medewerkers via de krant “Rode Terreur” de volgende instructies mee:

Zoek niet naar bewijzen dat de beschuldigde iets tegen de sovjets heeft gedaan of gezegd. Vraag hem eerst tot welke klasse hij behoort, wat zijn sociale afkomst is, zijn opleiding en zijn vak. Dat zijn de vragen die het lot van de beschuldigde moeten bezegelen. Dat is de ware betekenis van de Rode Terreur.

De communist Grigori Zinovjev beweerde in september 1918 dat de bolsjewieken van ongeveer 90 miljoen van de 100 miljoen inwoners van Rusland steun moest verkrijgen en dat de rest uitgeroeid moest worden.
Volgens documenten van de Tsjeka werden in september 1918 in Petrograd meer dan 800 mensen geëxecuteerd, hoewel er mogelijk 1.300 executies waren in deze periode in Petrograd. Onder leiding van Nikolaj Boelganin werden 141 gijzelaars geëxecuteerd in Nizjni Novgorod na 31 augustus 1918. In Vjatka werd in een week 23 voormalige politieagenten, 154 “contrarevolutionairen”, 8 monarchisten, 28 liberalen, 186 legerofficieren en 10 socialisten die lid waren van de SRP of de mensjewistische partij geëxecuteerd. De Tsjeka van Ivanovo Voznesensk rapporteerde dat zij 181 gijzelaars namen en 25 mensen executeerden en meer dan 1.000 mensen in concentratiekampen plaatsten tijdens de officiële campagne. De Tsjeka van het dorpje Sebezj rapporteerde de executie van 17 boeren. De Tsjeka van de stad Tver rapporteerde 130 gijzelaars en 39 executies en de Tsjeka van Perm berichtte over 50 executies. De krant van de Tsjeka van de oblast Tsaritsyn rapporteerde de executie van 103 mensen in de week van 3 tot 10 september. Andere provinciale kranten rapporteerden duizenden arrestaties en executies in de herfst van 1918.
Op 15 oktober 1918 beweerde Tsjeka-leider Gleb Bokii bij het officiële einde van de campagne dat 800 mensen in Petrograd waren vermoord, terwijl er 6.229 mensen waren gearresteerd. In de officiële pers, waaronder het weekblad van de Tsjeka, stond dat in twee maanden tussen 10.000 en 15.000 mensen waren geëxecuteerd.

## Na oktober 1918

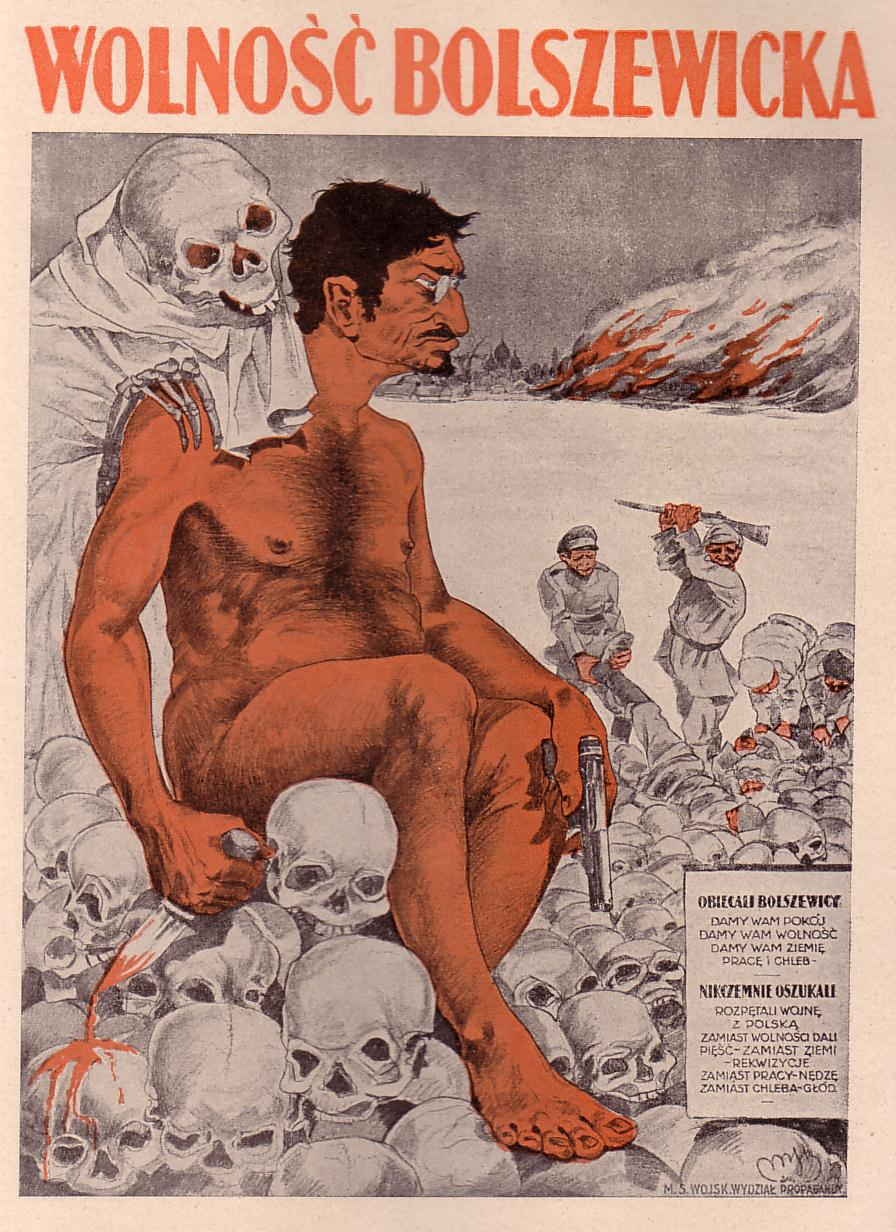
Poolse poster uit de Pools-Russische Oorlog (1919-1921) met Leo Trotski als rode duivel.

### Platteland
Onderdeel van het oorlogscommunisme was de inbeslagname van graan bij de boeren. De vorderingsbrigades voor voedsel pleegden veel geweld. In extreme gevallen werden deze brigades de machtsorganen voor communisten die zich gedroegen als landheren, zoals Margolin en Tsjeremoechin, die verkrachtingen en moorden toestonden. In Tambov moesten boeren zelf graan kopen in een andere provincie (oblast) om Margolin te betalen.
Trotski voerde de militaire dienstplicht in om aan voldoende soldaten te komen. In 1918 deserteerden meer dan 1 miljoen soldaten uit het Rode Leger. In 1919 waren er officieel ongeveer 2 miljoen soldaten gedeserteerd uit het Rode Leger. In 1921 waren er ongeveer 4 miljoen deserteurs uit het Rode Leger. Geweld van de communisten tegen boeren bij de onteigening van paarden; inbeslagnames van voedsel en het ophalen van dienstplichtigen leidde tot boerenopstanden. De communisten stuurden strafexpedities tegen de boerendorpen. Gijzelaars werden genomen en dorpshoofden werden doodgeschoten en een aantal dorpen werden helemaal in brand gestoken door de communisten. De bolsjewistische commissaris van Toela liet honderden boeren doodschieten zonder proces. In september 1918 werden 48.735 deserteurs en 7.325 bandieten gearresteerd in twaalf provincies, waarbij 1.826 mensen werden doodgeschoten ter plekke, terwijl 2.230 mensen later werden geëxecuteerd. In 1919 werd ongeveer een half miljoen deserteurs gearresteerd door de bolsjewieken en in 1920 ongeveer 800.000, waarvan duizenden zijn geëxecuteerd. Familieleden van deserteurs werden gegijzeld om deserteurs te dwingen om te vechten.
Het decreet van 15 februari 1919 van Lenin riep lokale Tsjeka-agenten op om gijzelaars te nemen onder de boerenbevolking in regio’s waar de spoorwegen nog niet waren vrijgemaakt van sneeuw in de gewenste mate, waarbij de gijzelaars gedood moesten worden als de spoorwegen niet tot tevredenheid werden schoongemaakt. Lenin verklaarde in 1920 dat het rechtvaardig was om iedereen dood te schieten die het belang van zichzelf of zijn dorp boven de rest stelde.
Tijdens het neerslaan van de Tambov-opstand zette Michail Toechatsjevski gifgas in. Er werden concentratiekampen opgericht waar ongeveer 50.000 burgers in gegijzeld werden, waaronder ook duizenden kinderen. Hele dorpen werden in kampen gegooid of doodgeschoten of werden gedeporteerd naar de poolcirkel. Ongeveer 15.000 man werd doodgeschoten na arrestatie en zonder enige vorm van rechterlijk proces. Ook beloofden de communisten een amnestie aan diegene die zichzelf overgaven. Ongeveer 6.000 opstandelingen die hieraan gehoor gaven, werden doodgeschoten of in de gevangenis gegooid. De onderdrukking van de Tambov-opstand van 1920 en 1921 zorgde dat ongeveer 100.000 boeren in gevangenschap werden gehouden of gedeporteerd werden. Concentratiekampen werden opgezet, waarbij naar schatting 70.000 mensen in september 1921 werden gevangengezet, waarbij in dit cijfer niet de gevangenen in opstandige provincies zoals Tambov zijn meegenomen. Slechte omstandigheden in deze kampen leidden tot hoge sterftecijfers.

### Steden

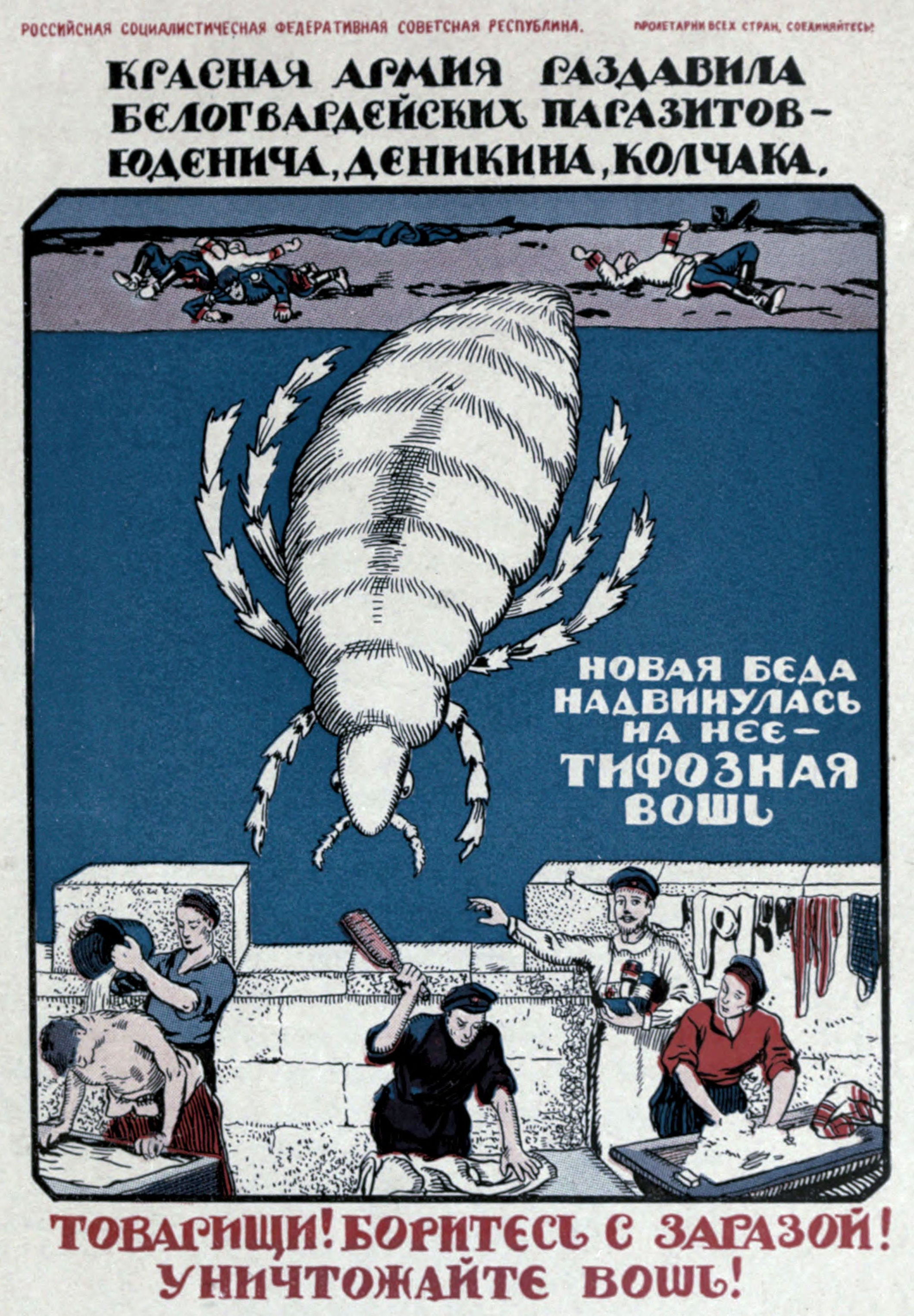
Communistische poster uit 1921 over het doden van “Witte tyfusgeïnfecteerde luizen”.

In de herfst van 1918 zijn meer dan honderd stakers doodgeschoten zonder enige vorm van rechterlijk proces. Op 16 maart 1919 werd de Poetilov-fabriek bestormd door de Tsjeka. Meer dan 900 stakers werden gearresteerd, waarvan ongeveer 200 mensen werden geëxecuteerd zonder proces. Verschillende stakingen vonden plaats in de lente van 1919. Bij deze stakingen werden eisen gesteld zoals gelijke voedselrantsoenen; afschaffing van de privileges voor bolsjewieken; persvrijheid en vrije verkiezingen van de sovjets. De Tsjeka onderdrukte de stakingen door middel van arrestaties en executies.
In Astrachan werden stakers en soldaten van het Rode Leger die een staking steunden geladen in drijvende gevangenissen en werden met honderden in de Wolga gegooid met zware stenen om hun nek. Op 12, 13 en 14 maart 1919 kwamen er tussen de 2.000 en 4.000 mensen om het leven in de stad door verdrinking of executie met de kogel. De moorden werden geleid door Sergej Kirov. Na deze periode werden in Astrachan nog 600 tot 1.000 burgers vermoord tussen maart 1919 en 1922. De visie van Lenin over het omgaan met stakers kan worden geïllustreerd met Lenins telegram van 29 januari 1920 gestuurd naar Vladimir Smirnov over diens behandeling van stakingen in het Oeralgebied, waarin Lenin zijn verbazing uitte dat Smirnov niet op grote schaal stakers liet executeren.
In Charkov werden er tussen 2.000 en 3.000 mensen geëxecuteerd in de periode februari 1919 en juni 1919 en nogmaals 1.000 tot 2.000 mensen toen Charkov werd heroverd in december 1919 door de bolsjewieken. In Rostov aan de Don werden ongeveer duizend mensen vermoord in januari 1920. In Odessa werden er tussen mei en augustus 1919 ongeveer 2.200 mensen geëxecuteerd en in de periode februari 1920 tot februari 1921 werden er tussen 1.500 en 3.000 mensen geëxecuteerd door de bolsjewieken. In Kiev werden minstens 3.000 mensen geëxecuteerd in de periode van februari 1919 tot en met juli 1919. Toen Kiev bijna werd heroverd door de Witte troepen, vermoordden de communisten in Kiev meer dan 1.800 mensen tussen 22 en 28 augustus 1919. Hetzelfde gebeurde in Jekaterinodar waar de Tsjeka ongeveer 1.600 mensen tussen 17 en 19 augustus heeft vermoord. In Jekaterinodar werden minstens 3.000 mensen geëxecuteerd tussen augustus 1920 en februari 1921. In Armavir werden tussen 2.000 en 3.000 in augustus tot en met oktober 1920 standrechtelijk geëxecuteerd.
De meeste executies gebeurden na de vlucht van de Witte troepen van Pjotr Wrangel. In Sevastopol werden honderden havenarbeiders doodgeschoten op 26 november 1920 wegens het helpen bij de evacuatie van de Witten. Op de Krim werden in totaal ongeveer 50.000 krijgsgevangen en burgers zonder proces geëxecuteerd met toestemming van Lenin na de evacuatie van Wrangel eind 1920. Velen hadden zichzelf overgeven nadat er een amnestie werd beloofd bij overgave.
Op 18 maart 1921 gaven de Kronstadt-opstandelingen zich over en die nacht werd op bevel van Zinovjev 500 gevangenen doodgeschoten. In de loop van de daarop volgende maanden werden nog eens 2.000 gevangen geëxecuteerd, zonder enige vorm van proces, terwijl tal van anderen naar de concentratiekampen op de Solovetski-eilanden werden gestuurd. Ongeveer 8.000 opstandelingen waren erin geslaagd naar Finland te vluchten, maar daar werden ze gevangengezet. Velen werden later terug naar Rusland gelokt met de belofte van amnestie, waarna ze bij terugkeer werden doodgeschoten of naar een concentratiekamp werden gestuurd.
Tussen 1921 en 1925 werden ongeveer 800 synagogen gesloten door de communisten. In april 1921 werden de eerste synagogen gesloten in Vitebsk. De plaatselijke Joodse gelovigen protesteerden tegen de sluiting door de gebouwen te bezetten en daar gebedsdiensten te houden. Hierop werden de synagogen aangevallen door de communisten en werden tientallen religieuze joden vermoord. In februari 1922 werd een decreet uitgevaardigd door de communistische regering met het bevel om alle waardevolle spullen van de kerken in beslag te nemen. Bij de inbeslagnames werden ongeveer 7.100 geestelijken vermoord, maar ook boeren en arbeiders die kerken verdedigden werden gedood. Lenin stelde een nota op waarin stond:

Hoe meer leden van de reactionaire burgerij en geestelijkheid we kunnen neerschieten, des te beter.

Eind 1922 werden 92 tolstojaanse pacifisten doodgeschoten wegens hun weigering om in dienst te gaan bij het leger. Onder leiderschap van Lavrenti Beria werden 12.578 mensen in Georgië tussen 29 augustus en 5 september 1924 doodgeschoten na arrestatie.

### Dekozakkisatie

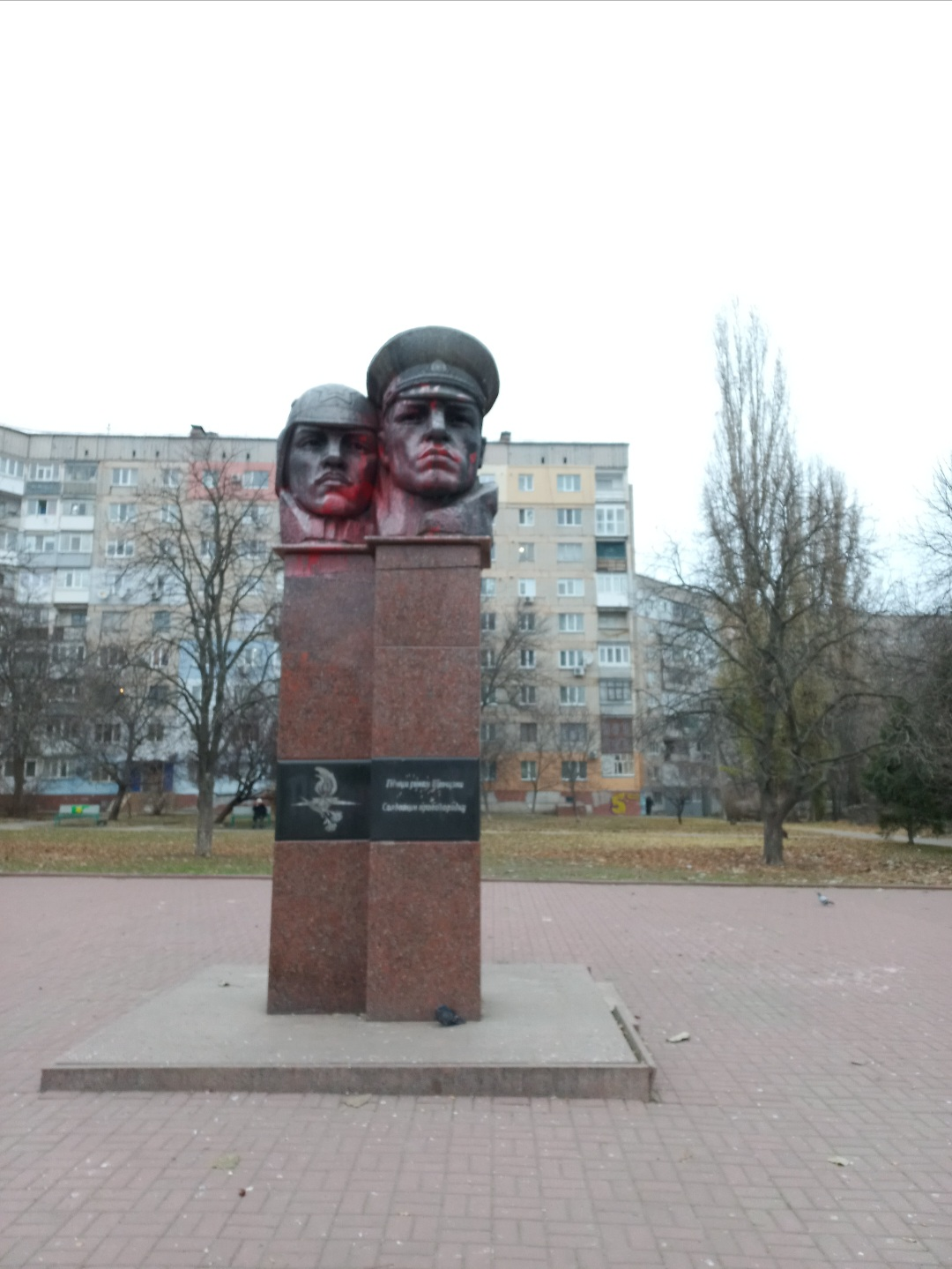
Het Tsjeka-monument in de stad Kropyvnytsky nadat het bedekt was met rode verf, 2024.

De Kozakken leden veel tijdens de Rode Terreur door de dekozakkisatie-campagne. Tussen midden februari 1919 en midden maart 1919 werden meer dan 8.000 Kozakken vermoord. De Tsjeka in Pjatigorsk organiseerde een dag van de Rode Terreur, waarbij 300 mensen in een dag werden vermoord. Om aan het getal driehonderd te komen werd er besloten om ook mensen die in het ziekenhuis bevonden te vermoorden. In totaal werden er tussen de 300.000 en 500.000 Kozakken vermoord of gedeporteerd in 1919 en 1920. In juni 1919 beweerde Lenin dat de excessen te wijten waren aan onvolwassen enthousiasme van lokale beambten, maar het Orgburo wist al langer van de moorden.

## De organisatie en methoden van de Tsjeka

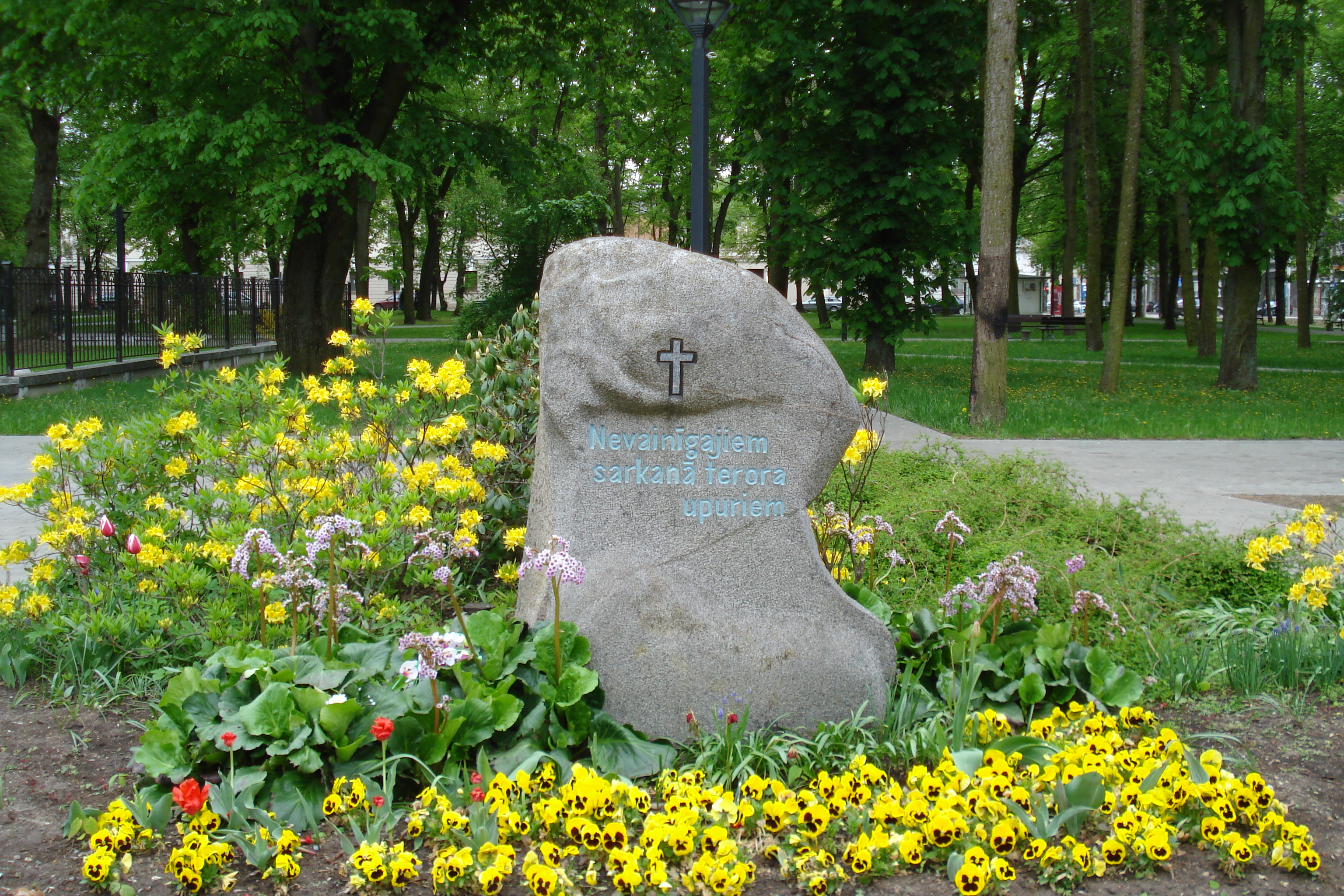
Herdenkingssteen voor de slachtoffers van de Rode Terreur in Daugavpils.

In 1921 had de Tsjeka ongeveer 200.000 manschappen. Deze Tsjeka-detachementen bemanden de concentratiekampen, deden aan voedselinbeslagnames en sloegen opstanden van arbeiders en boeren neer. Ook muiterijen in het Rode Leger werden gestraft door de Tsjeka. Desertie werd gestraft door de executie van de deserteurs of van hun familieleden die gegijzeld waren door de bolsjewieken. De omstandigheden in de concentratiekampen waren slecht, wat leidde tot een hoog dodental. Volgens Tsjeka-leider Martin Latsis stierven mensen in de kampen als vliegen door de kou en voedseltekort. Bewakers gebruikten gearresteerde vrouwen als prostituees in ruil voor zaken waarmee de vrouwen konden overleven.
De methoden van de Tsjeka konden verschillen per regio. In de Izvestia van Brjansk stond dat mensen die de belasting niet konden betalen om die reden naakt vastgeketend werden buiten in de sneeuw. In Charkov gebruikte de Tsjeka de zogenaamde handschoenentechniek, waarbij ze de handen van hun gevangen onderdompelden in kokend water totdat de verbrande huid eraf kon worden gehaald, waarbij het slachtoffer achterbleef met pijnlijke ontvelde bloedende handen, terwijl de martelaar achterbleef met “handschoenen” van mensenhuid. De Tsjeka in Kiev plaatste een kooi met ratten aan het lichaam van hun slachtoffers, waarna de kooi werd verhit, zodat de ratten een weg baanden door het lichaam van het slachtoffer om aan de hitte te ontkomen. In Odessa werden mensen aan planken vastgeketend en langzaam in een oven of een tank vol kokend water geschoven. In oblast Voronezj werden slachtoffers naakt in tonnen die beslagen waren met spijkers gezet en van een heuvel afgerold. In Armavir kregen slachtoffers een leren band met een ijzeren bol om het hoofd gewikkeld, die werd aangetrokken zodat hun schedels verbrijzelden. In andere plaatsen werden slachtoffers naakt buiten neergezet met temperaturen flink onder de nul, waarna er emmers met water over de slachtoffers heen werden gegooid, zodat de slachtoffers op den duur niks anders waren dan levenloze bevroren “standbeelden”.
De Tsjeka hoefde geen verantwoording afleggen aan overheidsorganen, alleen aan het centrale comité van de Russische Communistische Partij en vanaf 1919 aan het Politbureau. De regering en de ministerraad hadden geen zeggenschap over de Tsjeka. De activiteiten van de Tsjeka leidden tot kritiek van Kamenev en Boecharin, maar alle voorstellen tot afschaffing of hervorming van de Tsjeka werden tegengehouden door Lenin, Stalin en Trotski. In 1922 zijn de archieven van de Tsjeka op bevel van Lenin grotendeels vernietigd.